# Hellmobotn
Hellmobotn est une localité du comté de Nordland, en Norvège.

## Géographie
Administrativement, Hellmobotn fait partie de la kommune de Tysfjord.